# Gérard Deliaune
Gérard, Henri, Jean, Deliaune est un homme politique français né le 13 août 1906 à Caudéran dans le département de la Gironde, et mort dans le même département le 19 février 2004 à Mérignac.

## Biographie
Pendant la IIe législature de la Quatrième République, du 17 juin 1951 au 1er décembre 1955, Gérard Deliaune est élu député RPF du département de la Gironde. Il est battu aux élections législatives de janvier 1956.
Sous la Cinquième République, il devient à nouveau député du même département du 30 novembre 1958 au 2 avril 1967 pour les Ire et IIe législatures avec les étiquettes successives UNR puis UNR-UDT. Il est battu en avril 1967 par le jeune professeur au lycée de Blaye, Jacques Maugein.
Il est réélu du 30 juin 1968 au 2 avril 1978, pour les IVe et Ve législatures, avec l'étiquette UDR.
Il est maire de Saint-Ciers-de-Canesse en Gironde de 1947 à 1983.